# Геотегування
Геотегува́ння (англ. geotagging), інколи позначається як геокодування — процес додавання географічних метаданих до різних інформаційних ресурсів, таких як вебсайти, RSS стрічки, або зображення, і є однією із форм геопросторових метаданих. Ці дані, зазвичай, складаються із координат (широти та довготи), висоти, магнітного схилення та назв місцевості.

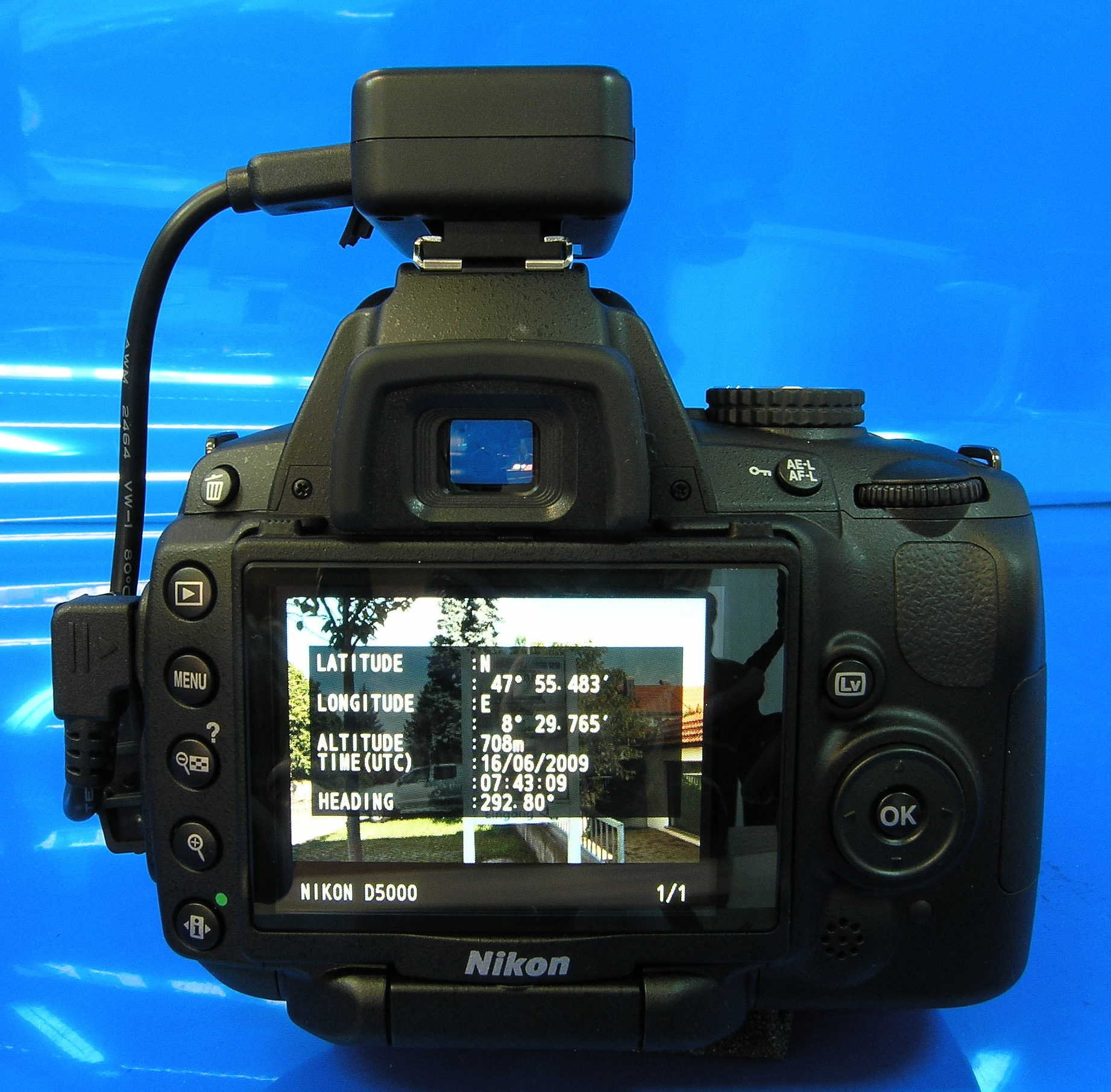
Geotagger «Solmeta N2 Kompass» + Nikon D5000

Геокодування додатково означає процес асоціювання не-координатним географічним ідентифікаторам, таким як поштові адреси з географічними координатами (або навпаки).
Геотегування може допомогти користувачам в пошуках різноманітної інформації прив'язаної до певної місцевості. Наприклад, можна робити пошук фотографій, зроблених поблизу від певного місця шляхом введення координат в пошукову систему з підтримкою геотегування. Пошукові системи з підтримкою геотегування можуть бути корисними для пошуку прив'язаних до певного місця новин, вебсайтів, або інших ресурсів.

## Ресурси Інтернет

### Кодування вебсторінок, RSS тощо.
- GeoURL
- Geotags
- MyGeoPosition.com [Архівовано 3 травня 2022 у Wayback Machine.] (Геокодування адрес, створення геотеґів та гео-метатеґів)
- Geo-Tag-Generator
- GPS gadget aims to ease geotagging [Архівовано 10 червня 2020 у Wayback Machine.] (Просте рішення для геотегування — без потреби в складному ПЗ)

- GeoRSS [Архівовано 9 вересня 2020 у Wayback Machine.]

### Статті та документи
- W3C Semantic Web Interest Group [Архівовано 12 березня 2008 у Wayback Machine.]
- W3C/IETF I-Draft for HTML Geotags
- IETF I-Draft for HTTP Geoheader
- IETF Geographic Location/Privacy (geopriv) Group